# 狒狒族
狒狒族（學名：Papionini）為猴科下的一族，包含了數種體型較大的猴，例如棲息於北美洲與亞洲的獼猴、及棲息於撒哈拉以南非洲（但有些狒狒棲息於南阿拉伯半島）的狒狒、獅尾狒、白瞼猴、奇龐吉猴、鬼狒及山魈。狒狒族還可細分為兩個亞族：獼猴亞族，包括獼猴屬與其他已滅絕的近親；其餘屬則屬於狒狒亞族。

## 分類學
- 猴科 Cercopithecidae
  - 獼猴亞科（英语：Cercopithecinae） Cercopithecinae
    - 長尾猴族（英语：Cercopithecini） Cercopithecini
    - 狒狒族 Papionini
      - 獼猴亞族 Macacina
        - 獼猴屬 Macaca

      - 狒狒亞族 Papionina
        - 白瞼猴屬（英语：Crested_mangabey） Lophocebus
        - 倫圭捲尾猴屬（英语：Kipunji） Rungwecebus
        - 狒狒屬 Papio
        - 獅尾狒屬 Theropithecus
        - 白眉猴屬 Cercocebus
        - 山魈屬 Mandrillus

      - 已滅絕屬
        - †恐狒屬 Dinopithecus
        - †Gorgopithecus
        - †副長吻猴屬 Paradolichopithecus
        - †副狒屬 Parapapio
        - †上新狒屬（英语：Pliopapio） Pliopapio
        - †原白眉猴屬（英语：Procercocebus） Procercocebus
        - †原狒狒屬（英语：Procynocephalus） Procynocephalus
        - †Soromandrillus